# Іграч
Іграч (словац. Ihráč) — село, громада округу Ж'яр-над-Гроном, Банськобистрицький край, центральна Словаччина, регіон Теков. Кадастрова площа громади — 20,75 км². Протікає Іграчський потік.
Населення 523 особи (станом на 31 грудня 2017 року).

## Історія
Іграч згадується в 1388 році.

## Населення
| Рік:            | 1994. | 2004.   | 2014.   | 2024.    |
| --------------- | ----- | ------- | ------- | -------- |
| Кількість осіб: | 570   | 573     | 539     | 465      |
| Різниця:        |       | +0,52 % | -5,93 % | -13,72 % |

| Рік:            | 2023. | 2024.   |
| --------------- | ----- | ------- |
| Кількість осіб: | 473   | 465     |
| Різниця:        |       | -1,69 % |